# Cratere Cobres
Cobres  è un cratere sulla superficie di Marte.